# Marqueze Washington
Pour les articles homonymes, voir Washington.
Marqueze Washington (né le 29 septembre 1993) est un athlète américain, spécialiste du sprint.
Après avoir couru le 400 m en 45 s 99 en mai 2015, il porte ses records personnels le 10 juin 2017 à Mesa, en les portant à 10 s 07 sur 100 m et à 20 s 32 sur 200 m.